# Villa Adelina
Villa Adelina is een plaats in het Argentijnse bestuurlijke gebied San Isidro / Vicente López in de provincie Buenos Aires. De plaats telt 44.587 inwoners.

## Galerij

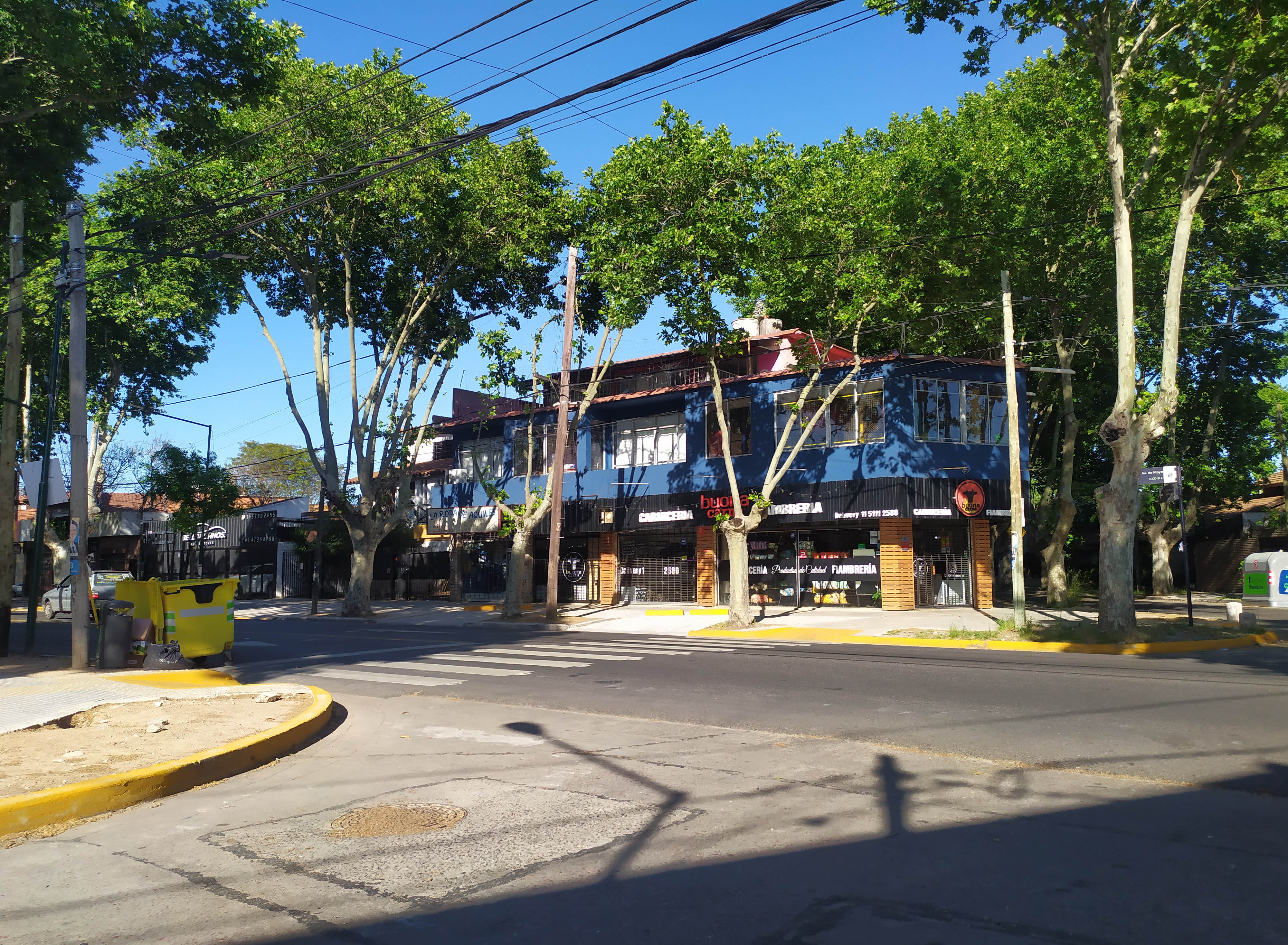
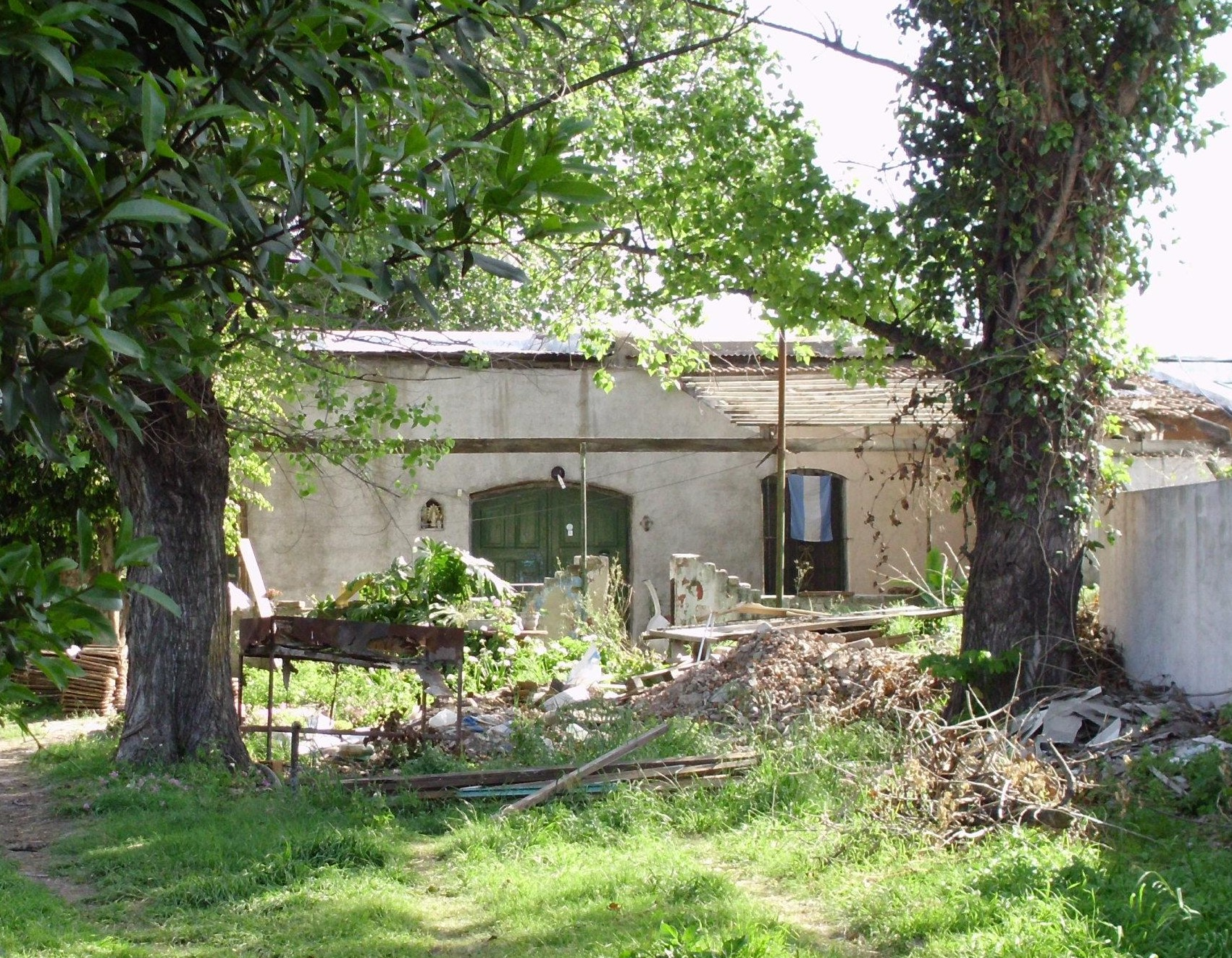
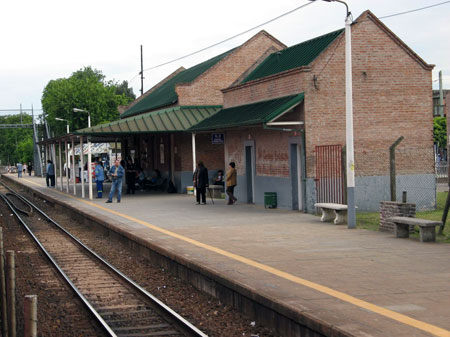
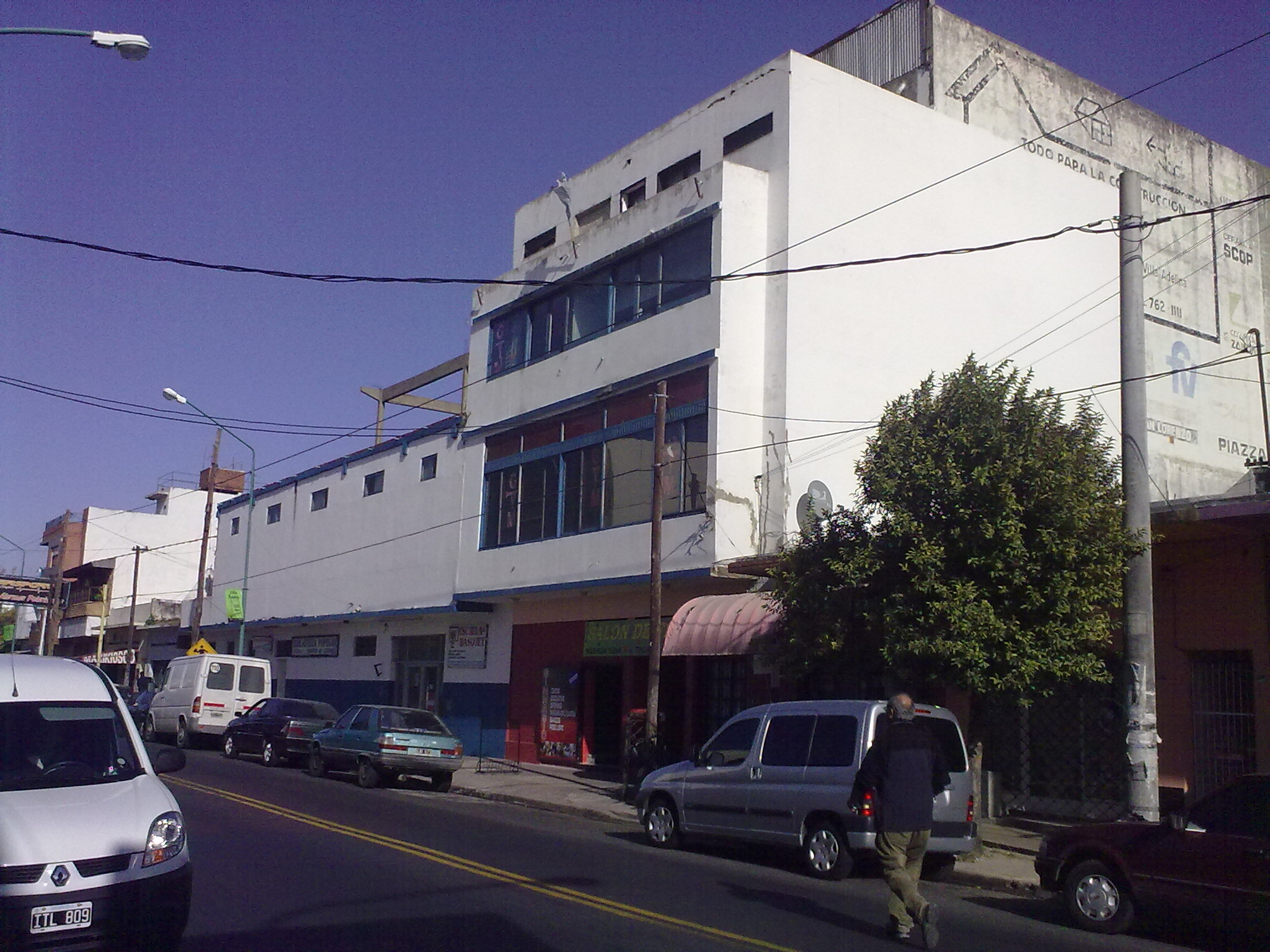